# Nouri Bouzid
Nouri Bouzid (àrab: نوري بوزيد, Nūrī Būzīd) (Sfax, 1945) és un director de cinema i guionista tunisià.
Dues de les seves pel·lícules, Rih essed i Making of, van guanyar el Tanit d'or del Festival de Cinema de Cartago el 1986 i 2006, respectivament.

## Biografia

### Carrera
Des del 1968 fins al 1972, va estudiar cinema a Bèlgica. Va ser ajudant de direcció al plató de Il ladrone de Pasquale Festa Campanile el 1979. Va passar cinc anys a la presó per les seves conviccions polítiques des del 1973 fins al 1979. El 1986, el seu primer llargmetratge, Rih essed, la història d'un jove que recorda els traumes de la seva infància poc abans del seu matrimoni, va ser seleccionat al Festival de Canes. La seva següent pel·lícula, Safa'ih min dhahab, també es va estrenar el 1988. Bezness, a través del retrat d'un home interpretat per Abdellatif Kechiche, tracta la prostitució masculina.
A més de les seves pròpies pel·lícules, va participar en la redacció dels diàlegs de les pel·lícules Asfour Stah i Un été à La Goulette de Férid Boughedir, Le Sultan de la médina de Moncef Dhouib però també Samt El Qusur i La Saison des hommes de Moufida Tlatli. Apareix a La télé arrive de Dhouib i a la telenovel·la Un bambino di nome Gesù de Franco Rossi.
Qualificat de ferotge defensor de les llibertats, va ser agredit el 9 d'abril de 2011 i ferit al cap per un agressor no identificat. Potencialment ho explica per les seves posicions favorables al laïcisme i pel rebuig de la cultura del takfir.

### Vida personal
És el pare de la directora Leyla Bouzid.

## Filmografia
- Rih essed (1986)
- Safa'ih min dhahab (1988)[7]
- Harb El Khalij... wa baad (1991)
- Bezness (1992)
- Bent Familia (1997)
- Poupées d'argile (2002)
- Making of (2006)
- Millefeuille (2012)[8]
- Les Épouvantails (2019)

## Distincions
- Premi Ibn Rushd per la Llibertat de Pensament (2007)[9]
- Comandant de l'Ordre national du Mérite (Tunísia, 1999)[10]
- Oficial de l'Orde de les Arts i les Lletres (France, 2009)[11][12]
- Cavaller de la Legió d'honor (França, 2013)[13][14]
- Premi especial dels drets de l’home (76a Mostra Internacional de Cinema de Venècia)[15]

## Publicacions
- Bouzid, Nouri. زاير قديم [Zāyir Qdīm, ‘Un vell visitant’] (en àrab tunisenc).  Tunis: Perspective, 2014.[16]